# Temporada del 2004 de pilota valenciana
Heus ací un resum de les principals competicions de Pilota valenciana jugades íntegrament o acabades l'any 2004.

## Professionals

### Escala i corda
| Competició                            | Campió                 | Subcampió                     |
| ------------------------------------- | ---------------------- | ----------------------------- |
| Circuit Bancaixa                      | Mezquita, Tato i Tino  | Sarasol I i Sarasol II        |
| Individual                            | Álvaro                 | Genovés II                    |
| Trofeu Ciutat de Dénia                |                        |                               |
| Trofeu Mancomunitat de la Ribera Alta | Víctor, Tato i Serrano | Sarasol I, Sarasol II i Oñate |
| Trofeu Nadal de Benidorm              |                        |                               |
| Trofeu Vidal                          | ? i Tato               | Víctor i ?                    |

### Frontó
| Competició                | Campió | Subcampió |
| ------------------------- | ------ | --------- |
| Obert d'Albal             |        |           |
| Trofeu Platges de Moncofa |        |           |

### Galotxa
| Competició       | Campió | Subcampió |
| ---------------- | ------ | --------- |
| Trofeu Moscatell |        |           |

### Raspall
| Competició                                   | Campió         | Subcampió                 |
| -------------------------------------------- | -------------- | ------------------------- |
| Individual                                   | Waldo          | Juan                      |
| Campionat per equips                         | Waldo i Vilare | Gorxa, Agustí i Leandro I |
| Trofeu Gregori Maians                        |                |                           |
| Trofeu Mancomunitat de municipis de la Safor |                |                           |

## Aficionats

### Escala i corda
| Competició          | Campió      | Subcampió |
| ------------------- | ----------- | --------- |
| Lliga Caixa Popular | Fran, ? i ? | ?, ? i ?  |

### Frontó
| Competició | Campió                             | Subcampió |
| ---------- | ---------------------------------- | --------- |
| Individual | Lemay                              | Salva     |
| Parelles   | Lemay i Zacarías (Quart de Poblet) | El Puig   |

### Galotxa
| Competició      | Campió                   | Subcampió |
| --------------- | ------------------------ | --------- |
| El Corte Inglés | Godelleta                | Foios     |
| Interpobles     | Godelleta                | Godelleta |
| Supercopa       | Pati Cafetí Massalfassar | Godelleta |

### Llargues
| Competició                 | Campió      | Subcampió |
| -------------------------- | ----------- | --------- |
| Lliga a Llargues d'Alacant | El Campello |           |

#### Palma
| Competició    | Campió | Subcampió |
| ------------- | ------ | --------- |
| Lliga a Palma |        |           |

### Raspall
| Competició                       | Campió                   | Subcampió |
| -------------------------------- | ------------------------ | --------- |
| Autonòmic de Raspall al carrer   | Xeraco                   | Bicorp    |
| Autonòmic de Raspall en trinquet | Tavernes de la Valldigna | Xeraco    |

## Internacionals
| Competició                                   | Campió              | Subcampió |
| -------------------------------------------- | ------------------- | --------- |
| Campionats Internacionals de Pilota del 2004 |                     |           |
| I Mundials de Pallapugno                     |                     |           |
| Frontó internacional                         | Mèxic               | Argentina |
| Joc internacional                            | Itàlia              | Bèlgica   |
| Llargues                                     | Selecció Valenciana | Itàlia    |
| Pallapugno                                   | Itàlia              | Equador   |
| Campió absolut                               | Itàlia              |           |

| Precedit per: Temporada del 2003 de pilota valenciana | Temporada del 2004 de pilota valenciana 2004 | Succeït per: Temporada del 2005 de pilota valenciana |